# Sabanejewia romanica
Sabanejewia romanica је зракоперка из реда Cypriniformes и фамилије Cobitidae.

## Угроженост
Ова врста је на нижем степену опасности од изумирања, и сматра се скоро угроженим таксоном.

## Распрострањење
Ареал врсте је ограничен на једну државу. 
Румунија је једино познато природно станиште врсте.

## Станиште
Станишта врсте су речни екосистеми и слатководна подручја. 
Врста је присутна на подручју реке Дунав у Европи.